# NGC 22
NGC 22 és una galàxia espiral localitzada a la constel·lació del Pegàs.